# Dolle Dinsdag

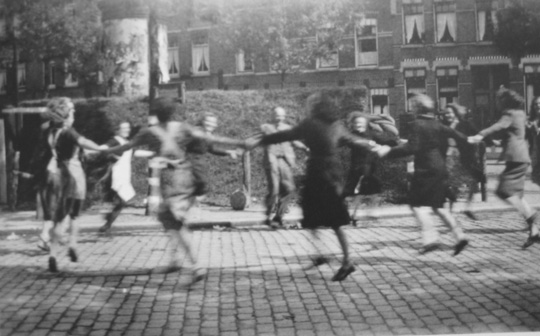
Baile de celebración en las calles de Róterdam el 5 de septiembre de 1944, un día después de la liberación aliada de Amberes.

El Dolle Dinsdag (del neerlandés, «Martes loco») es un término usado en los Países Bajos para referirse al 5 de septiembre de 1944, cuando se produjeron celebraciones espontáneas en las calles ante el rumor de que Breda, hasta entonces ocupada por el ejército alemán, había sido liberada por las fuerzas aliadas. Se considera que el episodio marca un punto de inflexión entre la población neerlandesa en la Segunda Guerra Mundial, si bien los Países Bajos no fueron liberados por completo hasta mayo de 1945.

## Historia
A comienzos de septiembre de 1944 las fuerzas aliadas habían conquistado las ciudades belgas de Bruselas y Amberes, razón por la que se esperaba una rápida incursión en los Países Bajos, en aquel momento ocupados por el ejército alemán. La confusión se acrecentó después de que Pieter Sjoerds Gerbrandy, primer ministro en el exilio, anunciara a través de Radio Oranje que los aliados ya habían cruzado la frontera neerlandesa.
A raíz del discurso de Gerbrandy algunos ciudadanos comenzaron a difundir el rumor de que Breda, a ocho kilómetros de la frontera belga, ya había sido liberada por los aliados. Este suceso no había ocurrido en realidad, pues Breda no pudo ser liberada hasta el 29 de octubre de 1944 por la división armada polaca a cargo del general Maczek, pero la noticia corrió como la pólvora entre la población. Ante la confusión suscitada, el reichskommissar Arthur Seyss-Inquart y el líder local de la Schutzstaffel, Hanns Albin Rauter, anunciaron el estado de sitio en los Países Bajos a partir del 5 de septiembre.
Pese a las amenazas de las autoridades nazis, la población neerlandesa vitoreó la «liberación» de Breda en las calles mientras se preparaba para recibir a los soldados aliados, creyendo que su entrada en el país era inminente. Muchos balcones se engalanaron con banderas neerlandesas o estandartes naranjas, y algunos ciudadanos se ausentaron de sus trabajos para participar en las celebraciones. Además, hubo constancia de militares alemanes que habían destruido documentos oficiales o incluso habían tratado de huir a Alemania. Sin embargo, la población no sabía que el contingente aliado en el norte de Bélgica era inferior a lo previsto y debía mantener las zonas capturadas ante el riesgo de reagrupamiento alemán, por lo que aún no había podido cruzar la frontera.
El término Dolle Dinsdag fue acuñado una semana después, el 15 de septiembre de 1944, por la publicación satírica De Gil.
La llegada de los aliados no se produjo según lo previsto debido al fracaso de la Operación Market Garden, y Holanda permaneció bajo la ocupación alemana un año más. Sin embargo, el Dolle Dinsdag conllevó un cambio de mentalidad en buena parte de la población, que ya veía cercana la derrota de las fuerzas del Eje. La resistencia neerlandesa llevó a cabo la huelga de ferrocarriles del 17 de septiembre, respondida por el ejército nazi con un embargo de suministros que provocó la hambruna de 1944. El sur de los Países Bajos fue liberado por los aliados en noviembre de 1944, y finalmente los alemanes capitularon el 5 de mayo de 1945.